# Молла, Валериан Гаэтанович
Валериан Гаэтанович Молла (13 сентября (25 сентября) 1872, Таганрог — 14 декабря 1938, там же) — дирижёр, пианист, педагог, композитор.

## Биография
Окончил Петербургскую консерваторию по классу фортепиано и теории композиции. Также прошёл курс дирижирования. Ученик Н. А. Римского-Корсакова по теории композиции. В 1897 году назначен директором музыкальных курсов и Артистического общества в Таганроге. Преподавал в гимназии Янович. Продолжал деятельность своего отца, Гаетано Молла, в качестве дирижёра городского симфонического оркестра. В 1920—1930-х — художественный руководитель и дирижёр Таганрогского симфонического оркестра.
В 1920 году открыл городские курсы музыки и пения. В 1923 году создал государственный музыкальный техникум им. Глазунова. В 1935 году организовал музыкальное училище, где руководил оркестровым классом. Созданный им Таганрогский симфонический оркестр в 1937 году получил ранг государственного.
Талант, высокая образованность, интеллигентность и профессионализм сделали Валериана Молла непререкаемым авторитетом, уважаемым маэстро и кумиром оркестрантов и учеников. Его просветительская деятельность позволила создать несколько поколений таганрогских любителей музыки. В 1931 году был репрессирован. В Таганрог вернулся в 1934 году.
Умер в Таганроге 14 декабря 1938 года. Похоронен на Старом городском кладбище.

## Известные ученики
- Захаров, Владимир Григорьевич (1901—1956) — композитор, хоровой дирижёр, народный артист СССР, художественный руководитель хора им. Пятницкого. Лауреат трёх Сталинских премий.

## Память
- В 2008 году художник-абстракционист Михаил Кулаков подарил Таганрогскому художественному музею свою работу «Прометей — симфония Скрябина» (1999 год), посвящённую памяти Валериана Гаэтановича Молла[5].
- 9 февраля 2012 года в Таганроге на здании Детской музыкальной школы им. П. И. Чайковского была открыта мемориальная доска, посвящённая Гаэтано и Валериану Молла[6].

## Семья
- Молла, Гаэтано Варфоломеевич (1845—1894) — отец, хормейстер, педагог, дирижёр.
- Кулаков, Михаил Алексеевич (1933) — зять, российский художник-абстракционист.